# Tsukubamirai, Ibaraki
Tsukubamirai (つくばみらい市 Tsukubamirai-shi) là một thành phố thuộc tỉnh Ibaraki, Nhật Bản.